# Egmont H. Arens
Egmont H. Arens (* 15. Dezember 1889 in Cleveland, Ohio; † 30. September 1966 in New York City) war ein US-amerikanischer Industriedesigner und Redakteur.

## Leben
Von seiner Familie wurde er nach New Mexico geschickt, um sich von einer Tuberkulose-Infektion zu erholen. Dort begann er 1916 als Sportreporter für die Albuquerque Tribune-Citizen zu schreiben.
Ein Jahr später zog er nach New York und gründete Flying Stag Press. In der folgenden Zeit wurde er Redakteur beim Creative Arts magazine, Playboy – einem damaligen Kunstmagazin – und Vanity Fair.
1927 entwickelte er eine Leuchten-Serie. 1929 wurde er Direktor der Werbeabteilung von Calkins & Holden, wo er eine Abteilung für Industriedesign aufbaute. In dieser Abteilung wurde unter anderem unter Mitarbeit von James Harvey die Zigarettenpackung für Phillip Morris neu entworfen.
1932 schrieb er Consumer Engineering mit Roy Shelton, er entwarf die Higgins Tintenflasche, Verpackungen für A&P und das Logo für Phillip Morris. Für die Hobart Manufacturing Company gestaltete er den Kitchen Aid Model „K“ Mixer (1937) und die „Streamliner“ Fleisch-Schneidemaschine (1941). Im Jahre 1939 war er Hauptverantwortlicher für die Architektur der „Good Life“ Ausstellung im Consumers Building.
1944 war er einer der 15 Gründer der Society of Industrial Designers.

## Schriften
- mit Roy Sheldon: Consumer Engineering: A New Technique for Prosperity. Arno, New York 1932. 2. Auflage 1976, ISBN 0405080468 (Google books)